# Сюмсинский район
Сюмси́нский район (удм. Сюмси ёрос) — административно-территориальная единица и муниципальное образование (муниципальный округ, в 2005—2021 гг. — муниципальный район) в Удмуртской Республике Российской Федерации.
Располагается в западной части республики. Административный центр — село Сюмси.

## Физико-географические сведения

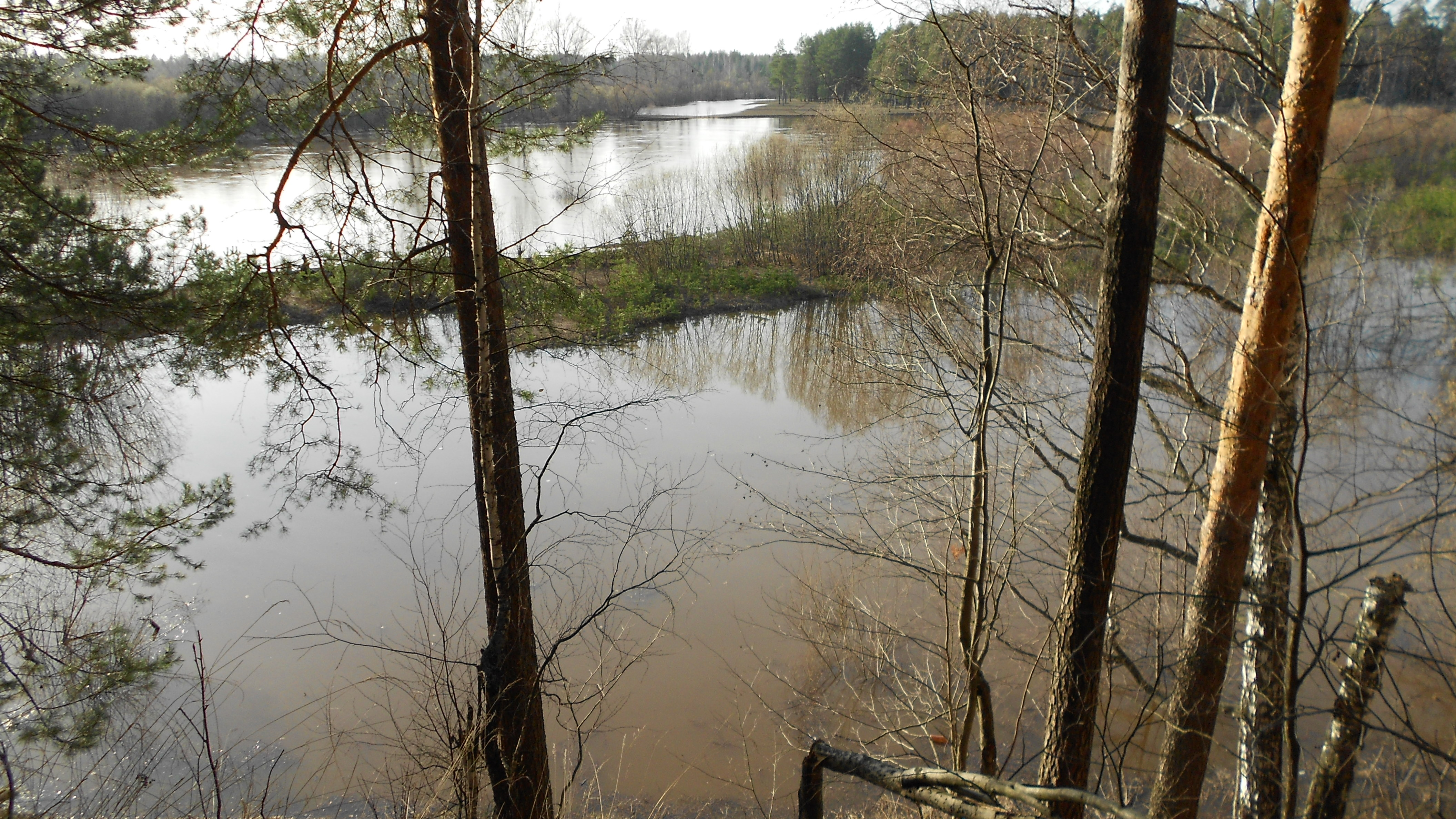
Разлив реки Кильмезь.

Сюмсинский район находится в западной части Удмуртской Республики, граничит с Увинским, Селтинским и Вавожским районами республики и Кировской областью. Северная часть района расположена в Кильмезской низменности, а южная — на Тыловайской возвышенности. В районе имеется 114 рек, самая крупная из них — Кильмезь, левый приток Вятки.
Площадь района — 1789,72 км². Лесистость района 72,7 %, при средней по Удмуртии — 46,8 %.

## История
10 июня 1929 года Сюмсинская волость Малмыжского уезда Вятской губернии была передана в состав Вотской АО, а спустя месяц, 15 июля 1929 года волость реорганизована в Сюмсинский район из 16 сельсоветов. В 1932 году в связи с ликвидацией Новомултанского района, три его сельсовета переданы в состав Сюмсинского района. 1 февраля 1963 года был ликвидирован, а его территория разделена между Увинским сельским и промышленным районами. Сюмсинский район был восстановлен 12 января 1965 года.
В рамках организации местного самоуправления с 2005 до 2021 гг. функционировал муниципальный район. Законом Удмуртской Республики от 7 апреля 2021 года муниципальный район и все входившие в его состав сельские поселения к 18 апреля 2021 года через объединение были преобразованы в муниципальный округ Сюмсинский район.

## Население
| 1959    | 1970    | 1979    | 1989    | 2002    | 2009    | 2010    | 2011    | 2012    |
| ------- | ------- | ------- | ------- | ------- | ------- | ------- | ------- | ------- |
| 26 927  | ↘24 213 | ↘19 131 | ↘17 883 | ↘16 288 | ↘14 785 | ↘13 401 | ↗13 408 | ↘13 224 |
| 2013    | 2014    | 2015    | 2016    | 2017    | 2018    | 2019    | 2020    | 2021    |
| ↘13 128 | ↘13 038 | ↘12 814 | ↘12 623 | ↘12 343 | ↘12 168 | ↘11 951 | ↘11 674 | ↘10 529 |

По данным переписи 2002 года на территории района проживало 16288 человек, переписи 2010 года — 13401 человек, между переписями население района сократилось на 21,54 %. Из общего населения района 39,67 % населения проживало в районном центре селе Сюмси. Средняя плотность населения — 7,49 чел./км². Район занимает 18-е место по численности населения и 23-е место по плотности среди муниципальных районов Удмуртии. На 1 января 2013 года, из 56 населённых пунктов района 7 не имели постоянного населения.
В 2011 году рождаемость составила 16,7 ‰, смертность — 21,6 ‰, естественная убыль населения — 4,9 ‰, при среднем по Удмуртии приросте — 1,0 ‰. Также население района сократилось за счёт миграционной убыли (разницы между числом выбывших и прибывших на территорию района), в 2011 году миграционная убыль населения составила 118 человек.

### Национальный состав
По результатам переписи 2020 года, среди населения района русские составляли 69,8 %, удмурты— 25,9 %, татары — 2,9 %. Сюмсинский район один из 13 сельских районов республики, где русские составляют большинство.

## Административное деление
В Сюмсинский район как административно-территориальную единицу входят 8 сельсоветов. Сельсоветы (сельские администрации) одноимённы образованным в их границах сельским поселениям.
В муниципальный район с 2005 до 2021 гг. входили 8 муниципальных образований со статусом сельских поселений .
| № | Сельское поселение (до 18.04.2021) | Административный центр | Количество населённых пунктов | Население | Площадь, км2 |
| - | ---------------------------------- | ---------------------- | ----------------------------- | --------- | ------------ |
| 1 | Васькинское                        | деревня Васькино       | 6                             | ↘922      | 171,84       |
| 2 | Гуринское                          | село Гура              | 12                            | ↘433      | 441,90       |
| 3 | Гуртлудское                        | деревня Гуртлуд        | 6                             | ↘543      | 81,07        |
| 4 | Дмитрошурское                      | деревня Дмитрошур      | 9                             | ↘713      | 91,75        |
| 5 | Кильмезское                        | село Кильмезь          | 2                             | ↘2301     | 216,13       |
| 6 | Муки-Каксинское                    | село Муки-Какси        | 5                             | ↘538      | 148,33       |
| 7 | Орловское                          | село Орловское         | 6                             | ↘734      | 248,60       |
| 8 | Сюмсинское                         | село Сюмси             | 10                            | ↘5154     | 390,10       |

### Населённые пункты
В Сюмсинский район входят 56 населённых пунктов.
| №  | Населённый пункт      | Тип     | Население | Бывшее сельское поселение |
| -- | --------------------- | ------- | --------- | ------------------------- |
| 1  | Акилово               | деревня | ↘188      | Сюмсинское                |
| 2  | Бадзимлуд             | деревня | ↘12       | Орловское                 |
| 3  | Балма                 | деревня | ↗107      | Кильмезское               |
| 4  | Берёзовка             | деревня | ↗2        | Гуринское                 |
| 5  | Блаж-Юс               | деревня | ↘133      | Васькинское               |
| 6  | Большая Инга          | деревня | ↘9        | Дмитрошурское             |
| 7  | Большой Сардык        | деревня | ↘1        | Дмитрошурское             |
| 8  | Васькино              | деревня | ↘323      | Васькинское               |
| 9  | Верх-Юс               | деревня | ↘53       | Сюмсинское                |
| 10 | Визил                 | деревня | ↘12       | Гуринское                 |
| 11 | Вылынгурт             | деревня | ↘60       | Сюмсинское                |
| 12 | Выселок               | деревня | ↗53       | Сюмсинское                |
| 13 | Гура                  | село    | ↘297      | Гуринское                 |
| 14 | Гурклудчик            | деревня | ↘33       | Дмитрошурское             |
| 15 | Гуртлуд               | деревня | ↘259      | Гуртлудское               |
| 16 | Дмитрошур             | деревня | ↗251      | Дмитрошурское             |
| 17 | Зон                   | село    | ↘199      | Орловское                 |
| 18 | Зятцы                 | деревня | →26       | Гуринское                 |
| 19 | Кейлуд                | деревня | ↘20       | Сюмсинское                |
| 20 | Кильмезь              | село    | ↗2574     | Кильмезское               |
| 21 | Ключёвка              | деревня | ↘128      | Гуринское                 |
| 22 | Красный Яр            | деревня | ↘8        | Муки-Каксинское           |
| 23 | Кузьмино              | деревня | ↗2        | Васькинское               |
| 24 | Левые Гайны           | деревня | ↘4        | Дмитрошурское             |
| 25 | Лекшур                | село    | ↗109      | Гуртлудское               |
| 26 | Лемы                  | деревня | →23       | Гуринское                 |
| 27 | Лялино                | деревня | ↗69       | Дмитрошурское             |
| 28 | Малая Инга            | деревня | ↗227      | Дмитрошурское             |
| 29 | Малые Сюмси           | деревня | ↘38       | Сюмсинское                |
| 30 | Маркелово             | деревня | ↘93       | Гуртлудское               |
| 31 | Марково               | деревня | →0        | Васькинское               |
| 32 | Муки-Какси            | село    | ↘254      | Муки-Каксинское           |
| 33 | Нерцы                 | деревня | ↘5        | Орловское                 |
| 34 | Новые Гайны           | деревня | ↘22       | Гуринское                 |
| 35 | Орлово                | деревня | →0        | Орловское                 |
| 36 | Орловское             | село    | ↘721      | Орловское                 |
| 37 | Пижил                 | станция | ↗624      | Васькинское               |
| 38 | Полянка               | деревня | ↗1        | Муки-Каксинское           |
| 39 | Правые Гайны          | деревня | ↘144      | Дмитрошурское             |
| 40 | Пумси                 | деревня | ↘53       | Сюмсинское                |
| 41 | Русская Бабья         | деревня | ↘67       | Сюмсинское                |
| 42 | Старые Гайны          | деревня | ↘12       | Гуринское                 |
| 43 | Старый Кузлук         | деревня | ↘5        | Гуринское                 |
| 44 | Сюмси                 | село    | ↘4766     | Сюмсинское                |
| 45 | Сюмсиил               | деревня | ↘39       | Гуртлудское               |
| 46 | Сюрек                 | деревня | ↘0        | Муки-Каксинское           |
| 47 | Сюрек                 | станция | ↘405      | Муки-Каксинское           |
| 48 | Туканово              | деревня | ↘30       | Гуртлудское               |
| 49 | Тылыглуд              | деревня | ↗21       | Гуринское                 |
| 50 | Удмуртская Бабья      | деревня | ↗26       | Сюмсинское                |
| 51 | Удмуртские Вишорки    | деревня | ↗21       | Васькинское               |
| 52 | Харламовская Пристань | деревня | ↗7        | Орловское                 |
| 53 | Ходыри                | деревня | →4        | Гуринское                 |
| 54 | Чажи                  | деревня | ↘77       | Дмитрошурское             |
| 55 | Шмыки                 | деревня | ↘0        | Гуринское                 |
| 56 | Юбери                 | деревня | ↗123      | Гуртлудское               |

Упразднённые населённые пункты
- 2004 год — деревня Урозай[38]; поселки Пумси (Вылынгуртского сельсовета) и Дмитрошур (Дмитрошурского сельсовета) фактически объединены с деревнями Пумси и Дмитрошур[39]. .

## Местное самоуправление
Государственная власть в районе осуществляется на основании Устава, структуру органов местного самоуправления муниципального района составляют:
1. Районный Совет депутатов — представительный орган местного самоуправления, в составе 25 депутатов, избирается каждые 5 лет.
2. Глава муниципального образования — высшее должностное лицо района, избирается Советом депутатов из своего состава. Должность Главы района занимает Семёнов Владимир Ильич.
3. Администрация муниципального образования — исполнительно-распорядительный орган муниципального района. Глава Администрации района назначается на должность Советом депутатов по результатам конкурса.

### Символика района
Официальными символами муниципального района являются герб и флаг, отражающие исторические, культурные, национальные и иные местные традиции и особенности. Порядок официального использования герба и флага муниципального района устанавливается решением Совета депутатов муниципального образования «Сюмсинский район».

## Социальная инфраструктура
Система образования района включает 16 школ, в том числе 6 средних, 11 детских садов и Профессиональное училище № 34. Архивировано из оригинала 31 декабря 2013 года.. К учреждениям дополнительного образования относятся: 2 детские школы искусств и центр детского творчества. Медицинскую помощь населению оказывают 2 больницы, 2 амбулатории и 19 фельдшерско-акушерских пунктов. Также в районе действуют дом культуры, 17 библиотек, детский дом, психо-неврологический интернат и комплексный центр социального обслуживания населения.

## Экономика
Основой экономики района является заготовка леса, в районе находится одна из самых больших в Удмуртии расчётная лесосека. Два лесхоза занимаются комплексным ведением лесного хозяйства.
Территорию района пересекает автомобильная дорога федерального значения «Казань—Малмыж—Пермь—Екатеринбург».